# Austin Meadows
Austin Wade Meadows (Atlanta, 3 maggio 1995) è un giocatore di baseball statunitense, esterno e battitore designato per i Tampa Bay Rays della Major League Baseball.

## Carriera

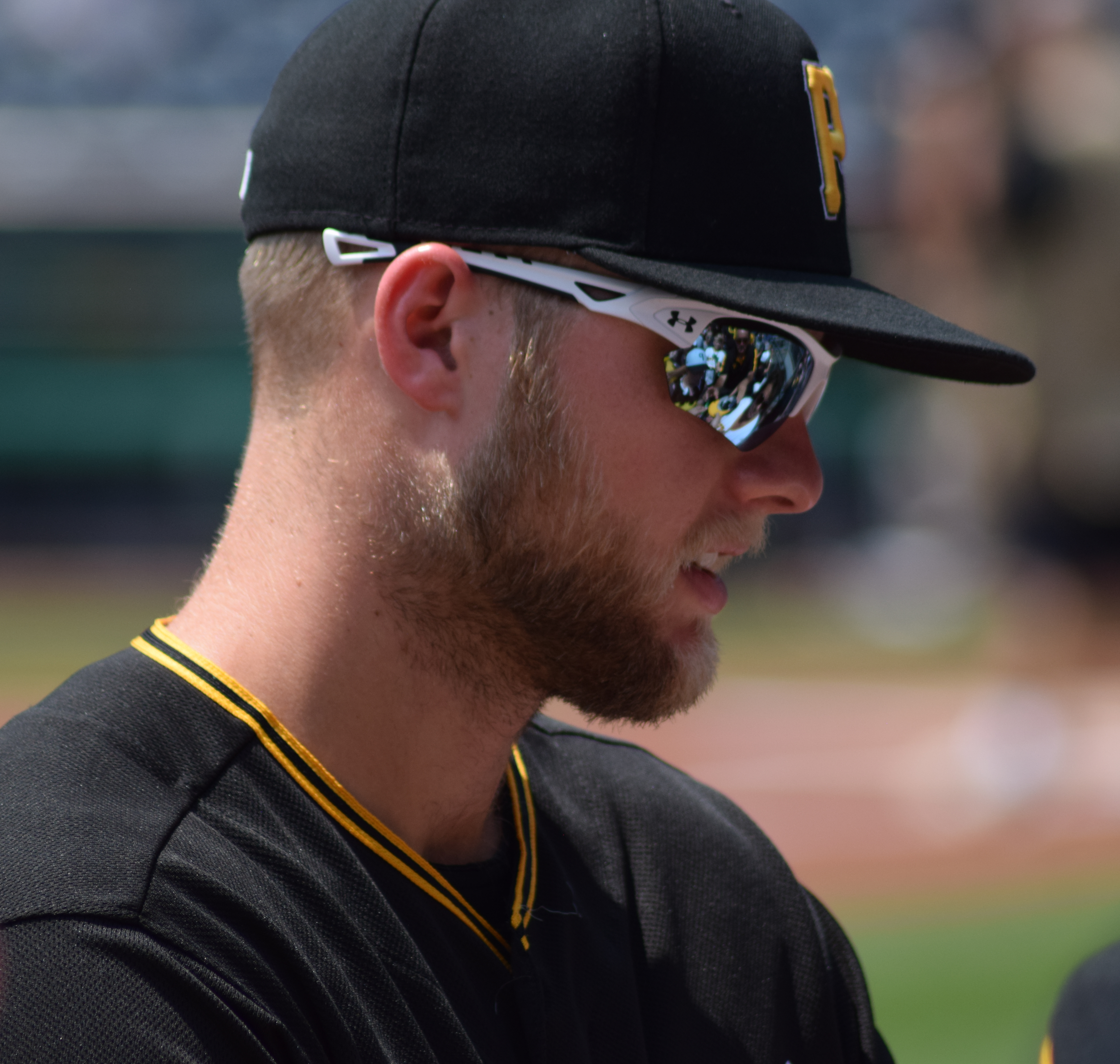
Meadows con i Pirates nel 2018

### Inizi e Minor League (MiLB)
Meadows frequentò la Grayson High School di Loganville, Georgia e dopo essersi diplomato venne selezionato, nel 1º turno come 9ª scelta assoluta del draft MLB 2013, dai Pittsburgh Pirates, che lo impiegarono nella classe Rookie e nella classe A-breve. Nel 2014 giocò principalmente nella classe A. La stagione 2015 la passò quasi interamente nella classe A-avanzata, con le prime presenze nella Doppia-A. Nel 2016 militò soprattutto nella Doppia-A e nella Tripla-A, categoria quest'ultima in cui disputò la gran parte della stagione 2017.

### Major League (MLB)
Meadows debuttò nella MLB il 18 maggio 2018, al PNC Park di Pittsburgh contro i Pittsburgh Pirates, realizzando le prime due valide e la prima base rubata. Batté il suo primo fuoricampo il 20 maggio.
Il 31 luglio 2018, i Pirates scambiarono Meadows, Tyler Glasnow e un giocatore da nominare in seguito con i Tampa Bay Rays per Chris Archer. I Pirates inviarono il giocatore di minor league Shane Baz il 14 agosto 2018, completando lo scambio.
Concluse la stagione con 59 partite disputate nella MLB e 69 nella Tripla-A.
Nella stagione 2019, Meadows venne convocato per la prima volta per l'All-Star Game. Al termine della stagione risultò il miglior giocatore della squadra in media battuta, fuoricampo battuti, punti segnati e punti battuti a casa. Giocò esclusivamente nella major league, disputandovi 138 partite.

## Palmares
- All-Star Game: 1

2019
- Giocatore del mese: 1

AL: settembre 2019
- Esordiente del mese: 1

NL: maggio 2018
- Giocatore della settimana: 2

AL: 14 aprile e 8 settembre 2019